# Corrado Balducci
Corrado Balducci (* 11. Mai 1923 in Mailand; † 20. September 2008 in Rom) war ein italienischer römisch-katholischer Theologe, Dämonologe und Autor.

## Leben
Corrado Balducci studierte an der Päpstlichen Diplomatenakademie. Er war langjähriger Exorzist im Bistum Rom. 1964 wurde er zum Monsignore ernannt. Er galt als enger Vertrauter von Papst Johannes Paul II.
Er wurde bekannt durch Fernsehsendungen und mit seinen zahlreichen Büchern über Satanismus, Okkultismus, Astrologie und Außerirdischen. Seine bekannteste Veröffentlichung ist „Il diavolo esiste e lo si può riconoscere“ sowie das 2001 erschienene Statement „UFOs and Extraterrestrials – A Problem for the Church?“.
2007 erhielt er den „Disclosure Award“ der exopolitischen Paradigm Research Group.

## Schriften
- Corrado Balducci: Priester, Magier, Psychopathen. Grenze zwischen Wahn und Teufel, Pattloch Verlag München 1982, ISBN 3557911373
- Manfred Adler, Corrado Balducci, Hans Bender: Tod und Teufel in Klingenberg. Eine Dokumentation, Pattloch Verlag München 1982, ISBN 3557911497
- Corrado Balducci: Adoratori del diavolo e rock satanico, 1991, ISBN 978-8-83-841561-6
- Corrado Balducci: The Devil: Alive and Active in Our World, Alba House 1990, ISBN 0818905867
- Corrado Balducci: Il diavolo esiste e lo si può riconoscere, Grandisaggi 1994, ISBN 978-8-80-437999-7
- Corrado Balducci: Diabo: ...Vivo e Atuante no Mundo, paperback 2004, ISBN 978-8-58-681208-8